# Manfred Schoof
Manfred Schoof (sinh ngày 6 tháng 4 năm 1936) là một nhạc công trumpet người Đức. Schoof được sinh ra ở Magdeburg, học nhạc tại hai thành phố Kassel và Köln.
Ông là một phần của free jazz châu Âu, từng cộng tác với những tên tuổi trong giới nhạc này như Albert Mangelsdorff, Peter Brötzmann, Mal Waldron, và Irène Schweizer.

## Đĩa nhạc

### Dưới vai trò thủ lĩnh
- European Echoes (1969) FMP 0010. Reissued on CD by Atavistic (UMS/ALP232CD).
- Scales (1976) JAPO 60013
- Light Lines (1977) JAPO 60019
- Horizons (1979) JAPO 60030
- Resonance (2009) ECM 2093 Lưu trữ ngày 22 tháng 8 năm 2009 tại Wayback Machine

### Dưới vai trò nhạc công
Với George Russell
- Electronic Sonata for Souls Loved by Nature (1969)

Với Mal Waldron
- Hard Talk (Enja, 1974)
- One-Upmanship (Enja, 1977)